# Бенедикт Мавр
Бенедикт Мавр или Бенедикт из Сан-Фрателло (итал. Benedetto il Moro, Benedetto da San Fratello; 31 марта 1526, Сан-Фрателло, Сицилия — 4 апреля 1589, Палермо) — монах-францисканец африканского происхождения с острова Сицилия. Католический святой и почитается лютеранами.
Рожденный африканскими рабами в Сан-Фрателло, он был освобождён при рождении и прославился благодаря благотворительной деятельности. В молодости присоединился к группе францисканских отшельников и впоследствии стал её лидером. В 1564 году был направлен во францисканский мужской монастырь в Палермо, где продолжил совершать добрые дела.
Скончался в возрасте 65 лет и, как утверждается, в предсказанный им самим день и час. Король Испании Филипп III приказал для него выстроить великолепную гробницу в монастырской церкви.
15 мая 1743 года причислен к лику блаженных папой Бенедиктом XIV, канонизирован 24 мая 1807 года папой Пием VII. Является покровителем Палермо, Сан-Фрателло и афро-американцев.
День памяти — 4 апреля.